# Наталине (Бериславський район)
Ната́лине — село в Україні, у Кочубеївській сільській територіальній громаді Бериславського району Херсонської області. Населення становить 123 особи.

## Історія
12 червня 2020 року, відповідно до Розпорядження Кабінету Міністрів України від № 726-р «Про визначення адміністративних центрів та затвердження територій територіальних громад Херсонської області», увійшло до складу Кочубеївської сільської громади.
19 липня 2020 року, в результаті адміністративно-територіальної реформи та ліквідації   Високопільського району.увійшло до складу Бериславського району.

## Населення
Згідно з переписом УРСР 1989 року чисельність наявного населення села становила 152 особи, з яких 67 чоловіків та 85 жінок.
За переписом населення України 2001 року в селі мешкали 123 особи.

### Мовний склад
Рідна мова населення за даними перепису 2001 року:
| Мова       | Чисельність, осіб | Доля     |
| ---------- | ----------------- | -------- |
| Українська | 114               | 92,68 %  |
| Російська  | 9                 | 7,32 %   |
| Разом      | 123               | 100,00 % |